# Noctua teixeirai
Noctua teixeirai is een vlinder uit de familie uilen (Noctuidae). De wetenschappelijke naam is voor het eerst geldig gepubliceerd in 1971 door Pinker.
De soort komt voor in Europa.